# Papa Callisto I
Callisto I (in latino: Callixtus o Calixtus; Roma, ... – Roma, 222) è stato il 16º vescovo di Roma e papa della Chiesa cattolica, che lo venera come santo. Fu papa all'incirca dal 217 al 222.

## Biografia
Quasi tutte le notizie sulla sua figura si devono a Ippolito di Roma. Callisto sarebbe stato uno schiavo e un malversatore del denaro del suo padrone Carpoforo, un liberto imperiale; fuggì e fu riacciuffato, venendo condannato alla macina. Appena graziato provocò dei disordini in una sinagoga, finendo per essere condannato alle miniere in Sardegna nel 186-189 circa.
Dopo la sua liberazione, avvenuta nel 190/192, divenne un liberto e aprì un banco nella Regio terza di Roma, popolata quasi esclusivamente da cristiani, che fallì travolto dalla crisi inflazionistica del II secolo.
Fu diacono di Zefirino, che gli affidò la direzione di un cimitero sulla via Appia, poi divenuto noto come catacombe di San Callisto.
In base a quanto espresso nel Liber pontificalis Callisto, romano di nascita, era originario della regione di Ravennatio, ossia Trastevere. Fu eletto al tempo di Macrino e Teodoliobolo, sotto il consolato di Antonino e Alessandro. Viene incoronato con il martirio. Stabilisce che il digiuno deve essere fatto di sabato tre volte all'anno, a base di cereali, vino e olio, secondo la profezia. Costruisce  una basilica al di là del Tevere (Santa Maria in Trastevere). Durante il suo pontificato costruì un altro cimitero sulla via Appia, dove riposano molti sacerdoti e martiri, che ancora oggi è chiamato cimitero di Callisto.

### Pontificato
(Versione di Don Bosco)
Nonostante si faccia iniziare il suo pontificato nel 217, il suo contemporaneo Giulio Africano indicava la data della sua ascesa al soglio di Pietro nel primo (o secondo?) anno del regno di Eliogabalo, 218 o 219. Comunque, sia Eusebio di Cesarea sia il Catalogo Liberiano concordavano nel riconoscergli cinque anni di episcopato. La sua elezione provocò lo scisma di Ippolito di Roma.
L'Historia Augusta afferma che un luogo su cui fece erigere un oratorio fu rivendicato da dei tavernai (popinarii), ma l'imperatore decise che un luogo per l'adorazione di qualsiasi dio era meglio di qualunque taverna. Si dice che questa sia stata l'origine della basilica di Santa Maria in Trastevere. Tuttavia, secondo quanto affermato nel Catalogo Liberiano, questa basilica fu fatta costruire da papa Giulio I. 
Forse l'intervento costruttivo di papa Callisto è da ricercarsi nella vicina chiesa di San Callisto. Essa, inoltre, contiene un pozzo in cui la leggenda dice che fu gettato il corpo del papa. È questa, con molte più probabilità, la chiesa fatta edificare da Callisto.
Quasi tutte le informazioni su Callisto provengono dagli scritti dei suoi acerrimi nemici, Quinto Settimio Fiorente Tertulliano e l'autore del Philosophumena, l'Ippolito che fu suo rivale per il vescovado.

#### Tesi avversa a Callisto
Secondo il Philosophumena, che lo definiva «uomo industrioso per il male e pieno di risorse per l'errore», Callisto era lo schiavo di un certo Carpoforo, un cristiano della famiglia imperiale. Costui affidò grandi somme di denaro a Callisto, che creò una banca in cui orfani e vedove potevano portare i loro soldi. Callisto, però, perse tutto e scappò. Carpoforo lo seguì fino a Porto, dove Callisto si stava imbarcando su una nave. Vedendo il suo padrone avvicinarsi su una barca, lo schiavo si gettò in mare per suicidarsi, ma fu salvato, trascinato a riva, e consegnato al padrone affinché lo punisse.
I creditori, credendo che avesse ancora i loro soldi, implorarono affinché fosse rilasciato: Callisto però non li aveva più, così cercò di nuovo la morte attaccando e insultando gli ebrei nella loro sinagoga. Gli ebrei lo trascinarono di fronte al prefetto Fusciano, dove Carpoforo dichiarò che Callisto non doveva essere considerato come un cristiano, ma il prefetto, pensando che il padrone stesse tentando di salvare il suo schiavo, condannò Callisto ai lavori forzati nelle miniere in Sardegna (ad metalla). Qualche tempo dopo, Marcia, l'amante di Commodo, convocò il vescovo Vittore e gli chiese se c'erano cristiani in Sardegna. Questi le diede un elenco, senza includere Callisto. Marcia spedì allora un emissario con l'incarico di far rilasciare i prigionieri. Callisto si gettò ai suoi piedi, e lo implorò di portarlo con sé. Vittore si risentì dell'accaduto, ma essendo un uomo compassionevole, lasciò Callisto ad Anzio con una sovvenzione mensile.
Quando Zefirino divenne vescovo, Callisto fu richiamato e organizzò il primo cimitero della Chiesa, con una catacomba privata, che fin da allora si chiama «catacomba di Callisto». Callisto ebbe grande influenza sull'ignorante, analfabeta e avido Zefirino. Comunque, non ci sono testimonianze su come lo schiavo fuggitivo (per la legge romana, libero dal suo padrone, che aveva perso tutti i diritti quando Callisto venne condannato ai lavori forzati) divenne prima arcidiacono e poi vescovo.

#### Antitesi
Döllinger e de Rossi hanno però proposto una tesi alternativa. Ippolito non affermava che Callisto perse i soldi depositati presso di lui per sua colpa; si sarebbe inoltre gettato dalla nave più per scappare che per commettere suicidio. Quel Carpoforo, un cristiano, avrebbe dovuto evitare a un suo schiavo cristiano una punizione orribile e ciò non depone bene sul carattere del padrone, mentre l'intercessione dei cristiani per Callisto deporrebbe a favore di quest'ultimo. Considerano assurdo che corteggiasse la morte attaccando una sinagoga; avrebbe invece chiesto ai debitori ebrei di rimborsargli ciò che gli dovevano. La dichiarazione stessa che Carpoforo rilasciò dinanzi al prefetto sulla non cristianità di Callisto era falsa.
Ippolito stesso, infatti, diceva che era proprio in qualità di cristiano che Callisto fu spedito alle miniere, e che in qualità di cristiano fu rilasciato. Se Vittore accordò a Callisto una sovvenzione mensile, è evidente che non si pentì della sua liberazione. È, inoltre, molto improbabile che Zefirino fosse ignorante e avido. Callisto non si sarebbe potuto elevare così in alto senza considerevoli doti, e lo spirito vendicativo dimostrato da Ippolito insieme alla sua teologia non ortodossa spiega perché Zefirino ripose la sua fiducia in Callisto piuttosto che nel dotto discepolo di Ireneo.

### Dottrina di Callisto

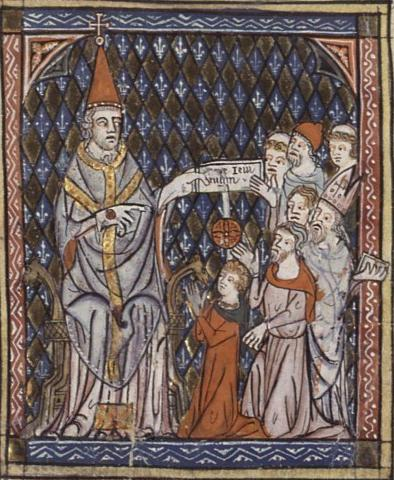
Papa Callisto insegna la dottrina cristiana ai giovani

Ippolito e Tertulliano sfidarono l'ortodossia di Callisto, sul campo di un famoso editto in cui il papa garantiva la comunione, dopo la giusta penitenza, a coloro che avevano commesso adulterio e fornicazione. È chiaro che Callisto si basò sul potere di rimettere e perdonare concesso a Pietro apostolo, ai suoi successori ed a chi era in comunione con loro.
Si lamentava il montanista Tertulliano: "Come giungesti a questa decisione, io mi chiedo, da dove usurpi questo diritto della Chiesa? Se è perché Dio disse a Pietro: 'Su questa pietra io costruirò la Mia Chiesa, io darò a te le chiavi del regno dei cieli', o sull'affermazione che 'qualsiasi peccato rimetterai o non rimetterai sulla terra sarà rimesso o non rimesso in paradiso'? Forse tu presumi che questo potere di rimettere o non rimettere ti è stato trasmesso e con te ad ognuno in comunione con la Chiesa di Pietro (ad omnem ecclesiam Petri propinquam), chi sei tu per alterare la manifesta intenzione di Dio di conferire questa facoltà personalmente e solo a Pietro?" (De Pudicitia, XXI).
L'editto era un ordine per l'intera Chiesa. Commentava Ippolito: "Ho udito della pubblicazione di un editto perentorio; il vescovo dei vescovi, ovvero il Pontifex Maximus proclama: Io rimetto i peccati di adulterio e di fornicazione a coloro che avranno fatto la dovuta penitenza. E dove si affiggerà questo editto così liberale? Sulle porte dei postriboli?" Gli altri attacchi di Ippolito riguardavano il fatto che Callisto non faceva fare pubblica penitenza per i peccati commessi fuori dalla Chiesa ai convertiti dalle eresie (questa mitezza era consueta ai tempi di Agostino d'Ippona); che il papa aveva ammesso nella sua "scuola" (La Chiesa cattolica) quelli che Ippolito aveva scomunicato da "La Chiesa" (il suo gruppo); che Callisto aveva dichiarato che un peccato mortale non era ("sempre", si può aggiungere) una ragione sufficiente per deporre un vescovo. Tertulliano (De Exhortatione Castitatis, VII) parlava con ripugnanza dei vescovi che si erano sposati più di una volta, e Ippolito additava Callisto come il primo a permettere queste cose, in contrasto con gli insegnamenti di Paolo di Tarso. Callisto permise al basso clero di sposarsi, e permise alle nobili di sposare persone di basso rango e schiavi, cosa impedita dalla legge romana; in questo modo, secondo i suoi oppositori, Callisto creò i presupposti per commettere infanticidi.
Callisto insisteva anche sulla differenza tra la legge ecclesiastica e la legge civile sui matrimoni. In ogni caso, risulta evidente che la chiesa cattolica parteggiava per Callisto contro lo scismatico Ippolito e l'eretico Tertulliano. Nelle loro opere, inoltre, non veniva pronunciata alcuna parola contro la persona di Callisto dal momento della sua elezione, né contro la validità della sua consacrazione.
Ippolito considerava Callisto un eretico quando proprio la sua Cristologia era così imperfetta, e scrisse che Callisto lo accusò di Diteismo (forma di teismo che crede in due grandi dèi al posto di un solo Dio). Non c'è da meravigliarsi, poi, se Ippolito definiva Callisto l'inventore di un qualche genere di Sabellianesimo. In realtà è storicamente provato che sia Zefirino che Callisto condannarono vari Monarchianisti e Sabellio stesso, così come l'errore opposto commesso da Ippolito. Ciò è abbastanza per poter affermare che Callisto difese la Fede cattolica e la dottrina trinitaria dell'ortodossia cattolica.

### Morte e sepoltura

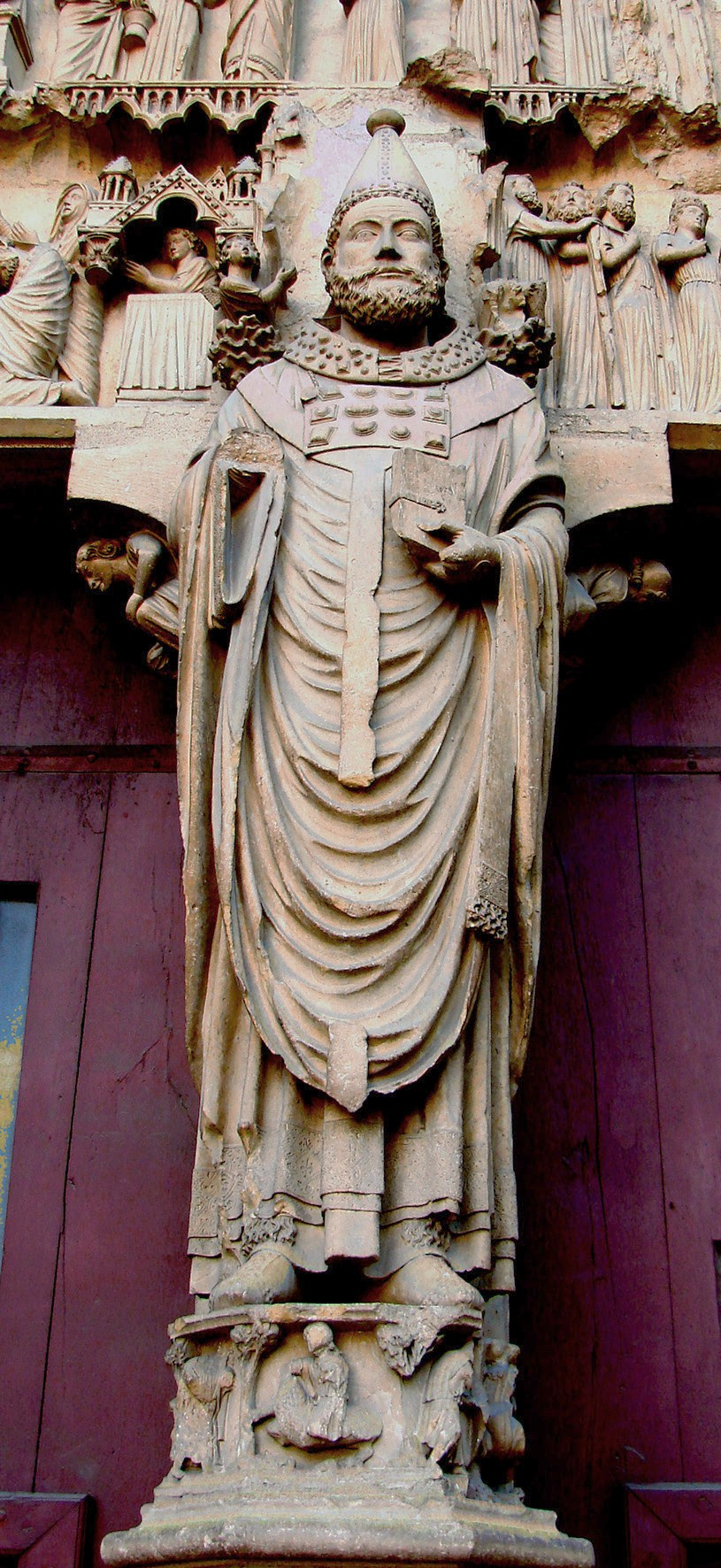
Statua di papa Callisto I, Cattedrale di Reims

Callisto fu il primo papa iscritto nel Depositio martyrum del IV secolo, fonte che riporta il suo martirio.
Fu martirizzato attorno al 222, forse durante una sollevazione popolare. Secondo la tradizione, l'imperatore Alessandro Severo, benevolente nei confronti dei cristiani, lo tenne in grande considerazione tributandogli onori divini; avrebbe conservato la sua immagine in una sorta di piccolo tempio nella propria dimora e avrebbe ordinato la costruzione di un tempio per il Dio dei cristiani, causando la sollevazione popolare dei pagani. In assenza dell'imperatore, egli poté essere catturato, fu percosso con verghe, defenestrato con un sasso legato al collo, e quindi annegato in un pozzo. 
Intorno ad esso fu edificata la chiesa omonima, nelle immediate vicinanze della basilica di Santa Maria in Trastevere.
Fu sepolto nella catacomba di Calepodio sulla via Aurelia. Nel 790 papa Adriano I fece traslare le sue reliquie nella basilica di Santa Maria in Trastevere. Papa Gregorio IV (827-843) ritrovò il suo corpo e quello di san Calepodio sotto l'ingresso della basilica e li fece deporre sotto l'altare maggiore.

## Culto
Il suo ricordo liturgico, secondo il Depositio martyrum (Callisti in viâ Aureliâ miliario III) e i martirologi seguenti, ricorre il 14 ottobre.
Dal Martirologio Romano (ed. 2004):
È venerato come patrono di coloro che lavorano nei cimiteri.

## Iconografia
San Callisto è rappresentato con indosso una veste rossa e una tiara (simbolo del papa); o mentre viene gettato in un pozzo con una pietra al collo; spesso vicino a lui c'è una fontana.
Dal Martirologio Romano del venerabile Pio XII (messa tridentina):